# 13845 Jillburnett
13845 Jillburnett eller 1999 XL63 är en asteroid i huvudbältet som upptäcktes den 7 december 1999 av LINEAR i Socorro County, New Mexico. Den är uppkallad efter Jill M. Burnett.
Den tillhör asteroidgruppen Themis.